# 卡森·達利
卡森·達利（Carson Jones Daly；1973年6月22日—），是美國的一位電視節目主持人。他曾是MTV節目Total Request Live的主持人，並且也曾是廣播電台的DJ。2002年，達利加入NBC，成為NBC深夜脫口秀Last Call with Carson Daly的主持人。

## 外部連結
- Last Call with Carson Daly Official Site
- Carson Daly在互联网电影资料库（IMDb）上的資料（英文）